# Trichoncus pinguis
Trichoncus pinguis là một loài nhện trong họ Linyphiidae.
Loài này thuộc chi Trichoncus. Trichoncus pinguis được Eugène Simon miêu tả năm 1926.